# Xã Carroll, Quận Slope, Bắc Dakota
Xã Carroll (tiếng Anh: Carroll Township) là một xã thuộc quận Slope, tiểu bang Bắc Dakota, Hoa Kỳ. Năm 2010, dân số của xã này là 10 người.